# Rob Thomas
Robert Kelly "Rob" Thomas (født 14. februar 1972) er en amerikansk rockmusiker og sangskriver. Han er tidligere forsanger for bandet Matchbox Twenty. Han har vundet tre Grammy Awards for samarbejdet med Carlos Santana på sangen "Smooth" fra albummet "Supernatural" (1999).
Han har også været sangskriver for andre kunstnere som Willie Nelson, Mick Jagger, Marc Anthony, Pat Green, Taylor Hicks, Travis Tritt, og Daughtry. Siden 1996 har hands band udgivet en række singler, inklusive "Push", "3AM", "Real World", "Back 2 Good", "Bent", "If You're Gone", "Mad Season", "Disease", "Unwell", "Bright Lights", "How Far We've Come" og "She's So Mean". I 2004 tildelte Songwriters Hall of Fame ham deres første Hal David Starlight Award, der anerkendte unge sangskrivere, der allerede har haft en blivende indflydelse på musikindustrien.

## Diskografi
- ...Something to Be (2005)
- Cradlesong (2009)
- The Great Unknown (2015)
- Chip Tooth Smile (2019)
- Something About Christmas Time (2021)

## Turnéer
Som hovednavn
Headlining
- Something to Be Tour (2005–06)[1]
- Cradlesong Tour (2009–10)[2]
- A Special Intimate Performance with Rob Thomas (2014)[3]
- The Great Unknown Tour (2015–16)[4]
- Chip Tooth Tour (2019)[5]

Med andre
- Counting Crows & Rob Thomas on Tour (med Counting Crows) (2016)[6]